# Sputnik 1

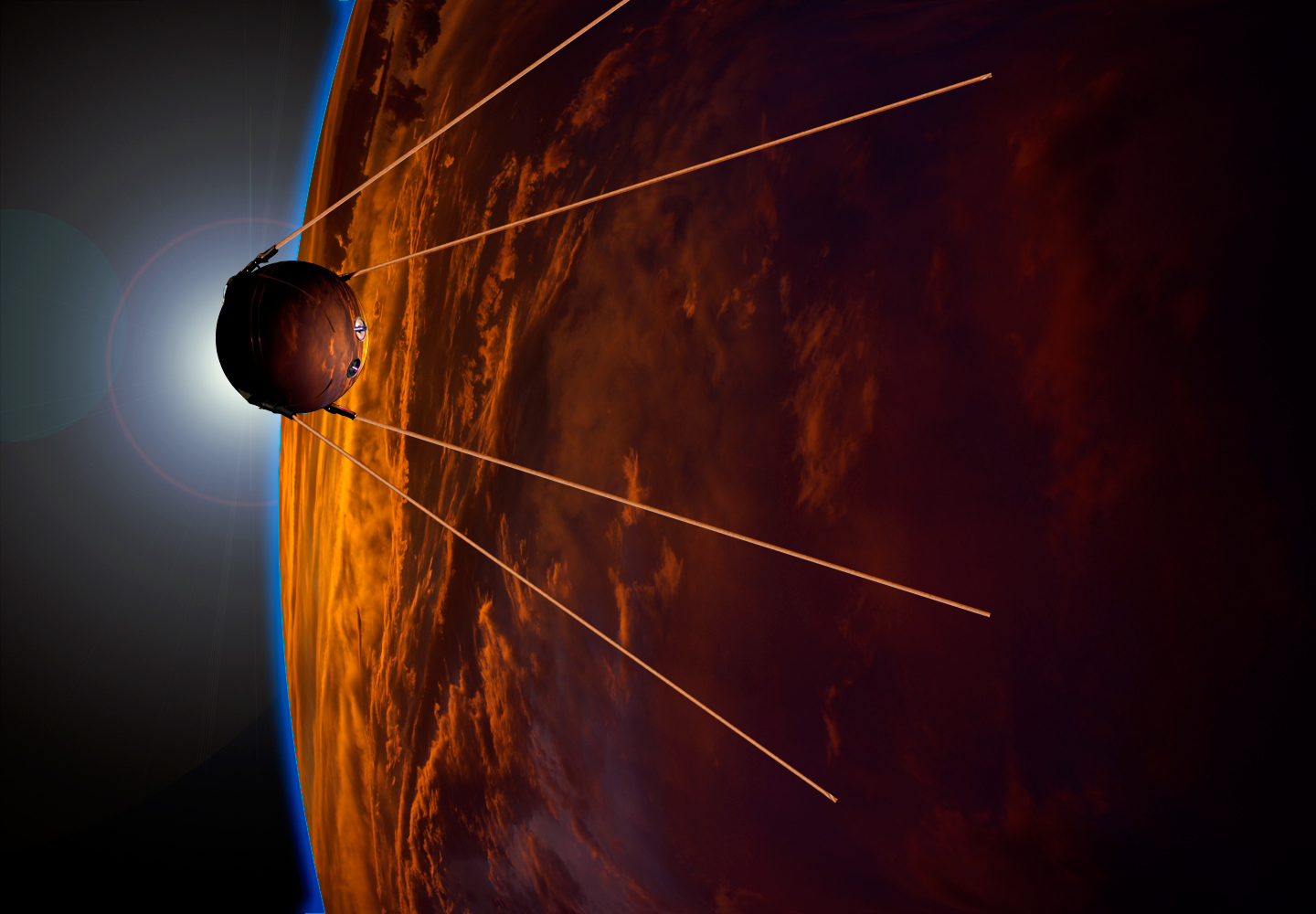
Sputnik 1 na orbicie – wizja artystyczna

Sputnik 1 (ros. Спутник-1, w tłum. towarzysz podróży; oznaczenie kodowe: ПС-1, trl. PS-1 – skrót od słów Простейший Спутник-1, trl. Prostiejszyj Sputnik-1, trb. Prosteyshiy Sputnik-1 w tłum. najprostszy satelita 1) – pierwszy sztuczny satelita Ziemi. Wystrzelony przez ZSRR 4 października 1957 o godzinie 19:28:34 czasu uniwersalnego. Wraz z trzema innymi satelitami serii Sputnik, był radzieckim wkładem w Międzynarodowy Rok Geofizyczny. Wyniesienie Sputnika 1 na orbitę stało się początkiem wyścigu kosmicznego między ZSRR a USA. Obserwacje wizualne i radiowe Sputnika były prowadzone na całym świecie.

## Misja
Pierwszym radzieckim satelitą miał być przyszły Sputnik 3. Ponieważ nie był gotowy na czas, a Sowieci wiedzieli już o amerykańskim programie Vanguard, za wszelką cenę chcieli przyspieszyć własne prace nad sztucznym satelitą. Zwiększano polityczne naciski na szybkie wyniesienie jakiegokolwiek satelity w przestrzeń kosmiczną. Dlatego też szef radzieckiego biura kosmicznego, Siergiej Korolow wyznaczył w jego zastępstwo Sputnika 1 – małego i prostego w budowie satelitę, który pozwoli wyprzedzić konkurencję. Wszystko wskazuje, że budowa statku przebiegała prowizorycznie, bez wstępnych szkiców i planów. Korolow nadzorował osobiście wszystkie aspekty budowy statku.
Decyzję o dacie startu podjęto 23 września 1957. Rakieta R-7 (model numer 8K71PS), ze Sputnikiem miała wystartować z kosmodromu Bajkonur 6 października 1957 o godzinie 22:20 czasu miejscowego. Start miał odbyć się pod osłoną nocy, ponieważ w ciągu dnia niebo nad ZSRR przemierzały amerykańskie samoloty szpiegowskie. Okazało się również, że późna godzina była idealna dla PS-1, ponieważ stwarzała sprzyjające warunki do osiągnięcia pożądanego położenia na orbicie. Wystrzelenie otoczone było ścisłą tajemnicą na wypadek, gdyby miało nie pójść zgodnie z planem. 2 października 1957 do Töretam dotarła wiadomość z Moskwy o zwołaniu na 6 października 1957 zebrania naukowców biorących udział w Międzynarodowym Roku Geofizycznym. W wyniku błędnego przetłumaczenia tekstu jednego z referatów Korolow wpadł w panikę i przesunął start na 4 października 1957.
Podczas gdy pomyślne wystrzelenie Sputnika zaszokowało cały świat, w Moskwie w pierwszej chwili nie poświęcono mu większej uwagi. Artykuł w „Prawdzie” 5 października 1957 był bardzo lakoniczny. Opatrzony został nic nie mówiącym tytułem „TASS donosi”.
Sputnik 1 stał się pierwszym ludzkim tworem, który osiągnął orbitę okołoziemską. Satelita krążył wokół Ziemi 92 doby, 4 stycznia 1958 wszedł w gęste warstwy atmosfery i uległ zniszczeniu.
Kilka replik Sputnika 1 można oglądać w muzeach w Rosji. Repliki znajdują się również w Narodowym Muzeum Techniki w Warszawie, Planetarium w Olsztynie, Science Museum w Londynie i w Smithsonian National Air and Space Museum w Waszyngtonie.
W Moskwie przed wejściem do stacji metra Riżska znajduje się pomnik pierwszego satelity, wzniesiony w pierwszą rocznicę wystrzelenia Sputnika 1.

## Budowa i działanie
Korpus statku był sferą o średnicy 580 mm (zarówno z estetycznych, jak i inżynierskich względów Korolow domagał się, by Sputnik był sferyczny, chociaż jeden z wcześniejszych projektów proponował kształt stożka) i został wykonany z wysokoodblaskowego stopu aluminium o grubości 2 mm. Był on hermetyczny i wypełniony azotem, którego ciśnienie było monitorowane – utrata gazu wskazywałaby na uderzenie meteoroidu, co byłoby pierwszą rejestracją takiego ciała niebieskiego. Zdarzenie to nie miało jednak miejsca. Do korpusu pod kątem 35° przymocowane były cztery anteny o długości 2,4–2,9 m. Pozwolił po raz pierwszy w dziejach zmierzyć gęstość górnych warstw atmosfery (na podstawie zmian parametrów orbity), uzyskać dane na temat rozprzestrzeniania się sygnałów radiowych w jonosferze, sprawdzić teoretyczne przewidywania i zasadnicze założenia techniczne (problem wprowadzania na orbitę, zjawiska cieplne).
Jednym z metalowców wyznaczonych do prac przy sputniku był Giennadij Striekałow, który później został kosmonautą.
Wykonano dwie gotowe do lotu sfery. Jedna została wystrzelona na orbitę jako Sputnik 1, druga posłużyła do prób na Ziemi. Później drugi egzemplarz został umieszczony w Sputniku 2 i również znalazł się na orbicie razem z psem Łajką.
Z przestrzeni kosmicznej nadawał sygnał radiowy na falach 20,005 i 40,002 MHz (długość fal 15 i 7,5 m), trzy razy w ciągu sekundy (do wysłuchania w zasobach Wikimedia Commons). W ten sposób przesyłano na Ziemię między innymi temperaturę poszycia statku (wewnątrz i na zewnątrz). Statek pobierał 1 W mocy elektrycznej z trzech baterii srebrowo-cynkowych. W miarę upływu dni sygnał stawał się coraz słabszy i po ponad 500 okrążeniach Ziemi odbierały go jedynie najbardziej czułe odbiorniki. Podczas kolejnego przelotu 25 października 1957 nasłuchujący personel RCA na Long Island nie usłyszał już niczego. Podobne doniesienia nadeszły z innych stacji. W superczułej stacji nasłuchowej pod Limą w Peru zarejestrowano skrajnie słaby dwutonowy sygnał. Niebawem eksperci doszli do wniosku, że baterie wyczerpały się.